# 江浦路
江浦路是中華人民共和國上海市楊浦區一條南北走向道路，北至中山北二路，南至安浦路，全長3360米。江浦路原址原為周家浜、中余浦等河流。1899年，這些河流被填埋，並建造齊物浦路，以日占朝鲜的济物浦命名（英語：Chemulpo Road）。1943年更名為江浦路，路名來自於江蘇省江浦縣。